# Academia Africana de Lenguas
La Academia Africana de Lenguas (en inglés African Academy of Languages, en francés Académie Africaine des Langues, o ACALAN) es una organización pan-africana fundada en 2001 por el entonces presidente de Mali, Alpha Oumar Konaré, bajo los auspicios de la Unión Africana, con el objetivo de promover las lenguas africanas. Su secretario ejecutivo (o presidente) es el mozambiqueño Francisco Sozinho Matsinhe quien sucedió en 2009 al maliense Adama Samassékou, Ministro de Educación de Mali y secretario ejecutivo de la Academia desde su fundación.
Tiene su sede central en Bamako, Mali. La Academia es miembro de la UNESCO, la Organisation Internationale de la Francophonie, la Unión Académica Internacional y la organización de Cooperación Suiza.
El 2006 fue declarado por la UA oficialmente como Año de las Lenguas Africanas, celebrándose su inauguración por parte del ACALAN en Adís Abeba, Etiopía.